# 136
136 (CXXXVI na numeração romana) foi um ano bissexto do século II do Calendário Juliano, da Era de Cristo, as suas letras dominicais foram B e A (52 semanas), teve início a um sábado e terminou a um domingo.  Segundo o horóscopo chinês, foi o ano do Rato.
| Ano completo                      |
| --------------------------------- |
| Ano bissexto com início ao sábado |

## Eventos
- Eleito o Papa Higino, 9º papa, que sucedeu o Papa Telésforo.

## Mortes
- Papa Telésforo, 8º papa.